# Апарат з вихровим шаром феромагнітних елементів
Апарат з вихровим шаром феромагнітних елементів (апарат вихрового шару) — робоча камера (трубопровід) діаметром 60-330 мм, яка розташована в індукторі обертового електромагнітного поля. В робочій зоні трубопроводу містяться циліндричні феромагнітні елементи діаметром 0,5-5 мм та довжиною 5-60 мм у кількості від декількох десятків до декількох тисяч штук (0,05-20 кг) в залежності від робочої зони апарата.
Електромагнітні апарати з вихровим шаром феромагнітних елементів були запропоновані в 1967 році Д. Д. Логвиненком і О. П. Шеляковим. У монографії «Інтенсифікація технологічних процесів в апаратах з вихровим шаром», яка була написана цими авторами, показана можливість ефективного застосування апаратів у процесах:
- перемішування рідин і газів;
- перемішування твердих сипучих матеріалів;
- сухого подрібнення твердих речовин (мікроподрібнення);
- подрібнення твердих речовин у рідких дисперсійних середовищах;
- активації поверхні частинок твердих речовин;
- здійснення хімічних реакцій;
- зміни фізичних і хімічних властивостей речовин.

У подальшому апарати даного класу набули розвитку в роботах багатьох дослідників.
Ефект інтенсифікації технологічних процесів і хімічних реакцій досягається за рахунок інтенсивного перемішування і диспергування компонентів, які обробляються, акустичної й електромагнітної обробки, високого локального тиску, електролізу й т.п. Застосування апаратів з вихровим шаром феромагнітних елементів дозволяє прискорити хімічні реакції в 1,5-2 рази й скоротити витрату реагентів та електроенергії на 20 %.
Ефект подрібнення визначається характером руху феромагнітних елементів у робочій зоні апарата. Подрібнення частинок забезпечується як їх вільними спільними ударами, так і в результаті ударів між двома елементами або елементом і корпусом. Ступінь подрібнення складає 0,5 мкм (при початковому розмірі фракції 20 мм).
На сьогодні апарати з вихровим шаром феромагнітних елементів фактично існують (тільки під керівництвом Д. Д. Логвиненка їх було спроектовано і вироблено понад 2000 штук), а також функціонують технологічні лінії на їх основі.
Прикладами промислового застосування апаратів для інтенсифікації процесів можуть бути:
- приготування харчових емульсій;
- приготування багатокомпонентних суспензій вулканізуючих і желатинуючих агентів (сірка, окис цинку, сажа, каолін, кремнефтористий натрій) у виробництві латексної губки; отримання суспензій двоокису титану, що застосовується для матування хімічних волокон;
- очищення стічних вод, що містять кислоти, луги, сполуки шестивалентного хрому, нікелю, заліза, цинку, міді, кадмію, інших важких металів, ціанисті сполуки та інші забруднюючі речовини;
- отримання пластичних мастил і емульсолів;
- емульгування гасу в воді, приготування силіконової емульсії у виробництві гумотехнічних виробів.

За допомогою апаратів можуть подрібнюватися такі речовини, як кам'яне вугілля, алюмовмісні шлаки, кварцовий пісок, технічні алмази, целюлоза, крейда, деревне борошно, фторопласти та ін.
Також апарати використовуються для знезараження, наприклад, продуктів життєдіяльності сільськогосподарських тварин.